# Sojusz Wielkiej Sprawy
S.W.D. (Sojusz Wielkiej Sprawy) (ros. «С. В. Д.» (Союз Великого дела), S.W.D - Sojuz Wielikogo Dieła) – radziecki czarno-biały film niemy z 1927 roku w reżyserii Grigorija Kozincewa i Leonida Trauberga o Powstaniu Dekabrystów z 1825 roku.
Podtytuł filmu brzmi: Romantyczny melodramat na tle historycznych wydarzeń. Film pokazuje dzieje miłości i spisku dekabrystów. Cechą szczególną filmu są piękne dekoracje wzorowane na rosyjskim dziewiętnastowiecznym malarstwie romantycznym.
Melodramat historyczny Feksów o dekabrystach nie wnosił nic nowego, poza dokładnością plastyczną fotografii oraz inwencją architektoniczną Jewgienija Jenieja. W filmie doszukiwano się nawiązań do stylizacji na dziewiętnastowieczne malarstwo historyczne. 

## Fabuła
Film opowiada historię buntu dekabrystów na południu Rosji. Epizod działalności dekabrystów przekształcono w melodramatyczną opowieść o przygodach awanturnika Miedoksa.

## Obsada
- Janina Żejmo jako cyrkówka
- Oleg Żakow jako młody żołnierz
- Emil Gal jako hazardzista
- Siergiej Gierasimow jako Miedoks
- Konstantin Chochłow jako generał Wiszniewski
- Andriej Kostriczkin jako służący Miedoksa
- Sofja Magariłł jako Wiszniewska
- Michaił Miszel jako generał Weismar
- Piotr Sobolewski jako Suchanow
- Aleksandr Mielnikow jako chłopiec w cyrku